# Alpaida morro
Alpaida morro Levi, 1988 è un ragno appartenente alla famiglia Araneidae.

## Etimologia
Il nome della specie deriva dalla località brasiliana in cui sono stati rinvenuti gli esemplari: Santa Isabel do Morro.

## Caratteristiche
L'esemplare femminile rinvenuto ha dimensioni: cefalotorace lungo 1,5mm, largo 1,2mm; il primo femore misura 1,5mm e la patella e la tibia circa 1,7mm.

## Distribuzione
La specie è stata rinvenuta nel Brasile centrale: a Santa Isabel do Morro, sull'Ilha do Bananal, nello stato del Goiás.

## Tassonomia
Al 2015 non sono note sottospecie e dal 1988 non sono stati esaminati nuovi esemplari.